# Olga Kotljarova
Olga Ivanovna Kotljarova (Russisch: Ольга Ивановна Котлярова) (Jekaterinenburg, 12 april 1976) is een Russische atlete, die zich in eerste instantie had toegelegd op de 400 m, maar later is overstapt op de 800 m. Op de 400 m werd ze meervoudig Russisch kampioene. Haar grootste successen behaalde ze als estafetteloopster. Ze heeft mede het wereldindoorrecord in handen op de 4 x 400 m estafette en was van 2008 tot 2010 ook wereld-indoorrecordhoudster op de 4 x 800 m estafette. Op de 4 x 400 m estafette werd ze vijfmaal wereldkampioene (in- en outdoor), Europees kampioene en won ze een bronzen medaille op de Olympische Spelen.

## Biografie
Haar eerste succes behaalde Olga Kotljarova in 1995 door op de Europese kampioenschappen voor junioren de 400 m op haar naam te schrijven. Met een tijd van 52,03 s versloeg ze de Roemeense Andreea Barlacu (zilver; 53,53) en de Tsjechische Jitka Burianová (brons; 53,69). Op de 4 x 400 m estafette won ze met haar Russische teamgenotes een zilveren medaille in 3.23,56 achter Frankrijk (goud) en voor Groot-Brittannië (brons).
Bij haar olympisch debuut op de Olympische Spelen van 1996 maakte Olga Kotljarova deel uit van het 4 x 400 m estafetteteam, dat in de finale een vijfde plaats behaalde. Op de Olympische Spelen van 2000 in Sydney werd ze achtste op de individuele 400 m. Op de 4 x 400 m estafette veroverde ze met haar teamgenotes Joelia Sotnikova, Svetlana Gontsjarenko en Irina Privalova een bronzen medaille. Met een tijd van 3.23,46 eindigde het Russische team achter de Verenigde Staten (goud; 3.22,62) en Jamaica (zilver; 3.23,25).
Vanaf 2005 legde Kotljarova zich meer toe op de 800 m. Ze verbeterde haar PR en werd dat jaar gelijk vierde op de wereldatletiekfinale in Monaco. In augustus 2006 werd ze Europees kampioene op deze afstand.
Op 28 januari 2006 verbeterde Olga Kotljarova met haar teamgenotes Joelia Goesjtsjina, Olga Zajtseva en Olesja Forsheva in Glasgow het wereldrecord op de 4 x 400 m estafette en bracht dit op 3.23,37. Ook heeft ze met een tijd van 1.23,44 het inofficiële wereldrecord op de 600 m in handen. Op 10 februari 2008 verbeterde ze bij de Russische indoorkampioenschappen in Moskou met haar teamgenotes Jevgenia Zinoerova, Maria Savinova en Natalia Ignatova het wereldindoorrecord op de 4 x 800 meter estafette tot 8.18,53.
Kotljarova is aangegesloten bij de Luch Club en Spartak.

## Titels
- Wereldkampioene 4 x 400 m estafette - 1999
- Wereldindoorkampioene 4 x 400 m estafette - 1997, 1999, 2001, 2004
- Europees kampioene 800 m - 2006
- Europees kampioene 4 x 400 m estafette - 1998
- Russisch kampioene 400 m - 1998
- Russisch kampioene 800 m - 2007
- Russisch indoorkampioene 400 m - 1996, 1997, 2001
- Russisch indoorkampioene 800 m - 2006

## Persoonlijke records
Outdoor
| Onderdeel | Prestatie | Datum           | Plaats        |
| --------- | --------- | --------------- | ------------- |
| 200 m     | 23,35 s   | 26 januari 1996 | Potchefstroom |
| 400 m     | 49,77 s   | 2 juli 2004     | Rome          |
| 800 m     | 1.57,24   | 14 juni 2006    | Toela         |

Indoor
| Onderdeel | Prestatie        | Datum            | Plaats          |
| --------- | ---------------- | ---------------- | --------------- |
| 200 m     | 23,60 s          | 23 januari 1997  | Moskou          |
| 400 m     | 50,42 s          | 27 januari 2001  | Moskou          |
| 500 m     | 1.07,68          | 7 januari 2004   | Jekaterinenburg |
| 600 m     | 1.23,44 (ex-BWP) | 1 februari 2004  | Moskou          |
| 800 m     | 1.57,51          | 18 februari 2006 | Moskou          |

## Palmares

### 400 m
Kampioenschappen
- 1995:  EJK - 52,03 s
- 1996:  EK indoor - 51,70 s
- 1997:  Universiade - 51,35 s
- 1999:  Europacup - 51,53 s
- 1998:  EK - 50,38 s
- 1998: 5e Wereldbeker - 51,20 s
- 1999:  Europacup - 51,19 s
- 1999: 8e WK - 50,72 s
- 2000: 8e OS - 51,04 s
- 2001:  WK indoor - 51,56 s
- 2004:  Europacup - 50,09 s

Golden League-podiumplekken
- 2004:  Golden Gala – 49,77 s

### 800 m
Kampioenschappen
- 2005: 4e Wereldatletiekfinale - 1.57,38
- 2006: 5e WK indoor - 2.01,26
- 2006:  EK - 1.57,38
- 2006:  Wereldbeker - 2.00,84
- 2007: 4e WK - 1.58,22

Golden League-podiumplekken
- 2005:  Bislett Games – 1.57,55
- 2006:  Weltklasse Zürich – 1.58,69

### 4 x 400 m estafette
- 1995:  EJK - - 3.23,56
- 1996: 5e OS - 3.22,22
- 1997:  WK indoor - 3.26,84 (WR)
- 1997: 4e WK - 3.21,57
- 1998:  EK - 3.23,56
- 1999:  WK indoor - 3.24,25 (WR)
- 1999:  WK - 3.21,98
- 2000:  OS - 3.23,46
- 2001:  WK indoor - 3.30,00
- 2004:  WK indoor - 3.23,88 (WR)
- 2006:  Wereldbeker - 3.21,21

1983: Walther, Busch, Koch, Rübsam ·
1987: Neubauer, Emmelmann, Schersing, Busch ·
1991: Ledovskaja, Dzjigalova, Nazarova, Bryzgina ·
1993: Torrence, Malone-Wallace, Kaiser-Brown, Miles-Clark ·
1995: Graham, Stevens, Jones, Miles-Clark ·
1997: Feller, Rohländer, Rücker, Breuer ·
1999: Tsjebykina, Gontsjarenko, Kotljarova, Nazarova ·
2001: Richards, Scott, Parris, Fenton ·
2003: Barber, Washington, Richards, Miles-Clark ·
2005: Petsjonkina, Krasnomovets, Antjoech, Pospelova ·
2007: Trotter, Felix, Wineberg, Richards ·
2009: Dunn, Felix, Demus, Richards ·
2011: Richards-Ross, Felix, Beard, McCorory ·
2013: Goesjtsjina, Firova, Ryzjova, Krivosjapka ·
2015: Day, Jackson, McPherson, Williams-Mills ·
2017: Hayes, Felix, Wimbley, Francis ·
2019: Francis, McLaughlin, Muhammad, Jonathas ·
2022: Diggs, Steiner, Wilson, McLaughlin ·
2023: Saalberg, Klaver, Peeters, Bol